# Zoo galerie
 (octobre 2023).
La mise en forme du texte ne suit pas les recommandations de Wikipédia : il faut le « wikifier ».
Les points d'amélioration suivants sont les cas les plus fréquents. Le détail des points à revoir est peut-être précisé sur la page de discussion.
- Les titres sont pré-formatés par le logiciel. Ils ne sont ni en capitales, ni en gras.
- Le texte ne doit pas être écrit en capitales (les noms de famille non plus), ni en gras, ni en italique, ni en « petit »…
- Le gras n'est utilisé que pour surligner le titre de l'article dans l'introduction, une seule fois.
- L'italique est rarement utilisé : mots en langue étrangère, titres d'œuvres, noms de bateaux, etc.
- Les citations ne sont pas en italique mais en corps de texte normal. Elles sont entourées par des guillemets français : « et ».
- Les listes à puces sont à éviter, des paragraphes rédigés étant largement préférés. Les tableaux sont à réserver à la présentation de données structurées (résultats, etc.).
- Les appels de note de bas de page (petits chiffres en exposant, introduits par l'outil «  Source ») sont à placer entre la fin de phrase et le point final[comme ça].
- Les liens internes (vers d'autres articles de Wikipédia) sont à choisir avec parcimonie. Créez des liens vers des articles approfondissant le sujet. Les termes génériques sans rapport avec le sujet sont à éviter, ainsi que les répétitions de liens vers un même terme.
- Les liens externes sont à placer uniquement dans une section « Liens externes », à la fin de l'article. Ces liens sont à choisir avec parcimonie suivant les règles définies. Si un lien sert de source à l'article, son insertion dans le texte est à faire par les notes de bas de page.
- La présentation des références doit suivre les conventions bibliographiques. Il est recommandé d'utiliser les modèles {{Ouvrage}}, {{Chapitre}}, {{Article}}, {{Lien web}} et/ou {{Bibliographie}}. Le mode d'édition visuel peut mettre en forme automatiquement les références.
- Insérer une infobox (cadre d'informations à droite) n'est pas obligatoire pour parachever la mise en page.

Pour une aide détaillée, merci de consulter Aide:Wikification.
Si vous pensez que ces points ont été résolus, vous pouvez retirer ce bandeau et améliorer la mise en forme d'un autre article.
Zoo est un centre d’art contemporain soutenu par Nantes-métropole, le Ministère de la Culture / Drac des Pays de la Loire, le Conseil régional des Pays de la Loire et le Département de Loire-Atlantique. Dédié à l’émergence d’artistes français et étranger il offre leurs premières expositions personnelles à de jeunes artistes. Zoo est aussi à l’initiative d’expositions collectives et de collaborations avec des institutions nationales et internationales.

## Histoire
L'association Zoo galerie a été fondée en 1989 à Nantes par un collectif d’artistes, critiques, architectes, économistes et bibliothécaire afin de promouvoir l'art contemporain à Nantes. Parmi les fondateurs historiques, l'artiste Philippe Szechter qui en est le président et le critique d'art et commissaire d'exposition Patrice Joly. Elle s'installa dans les locaux de la galerie Arlogos, rue Santeuil avant de rejoindre les Entrepôts Delrue au début des années 2000.
En 2021, elle s'installe dans un ancien garage Renault au 12 rue Lamoricière à Nantes pour devenir ZOO, Centre d'art contemporain sous la direction artistique de Patrice Joly.

## Edition et micro-librairie
La revue 02, également éditée par l’association Zoo galerie désormais dirigée par Patrice Joly, poursuit cette politique de prospection en direction de l’émergence internationale. Trimestrielle et gratuite, bilingue, elle est diffusée à 20 000 exemplaires dans plus de 200 lieux d’art en France et en Europe (galeries et musées d’art contemporain, écoles et centres d’art) et présente sur les grandes foires : Liste (Bâle), Fiac (Paris), (OFF)ICIELLE (Paris), Artissima (Turin), Independent (New York), Art Brussels (Bruxelles).
Outre ses activités artistiques, une micro-librairie est ouverte à Zoo afin d’y proposer une sélection d’ouvrages de référence dans les champs de l’art contemporain, l’esthétique, la poésie, les nouvelles écritures.

## Expositions (liste non exhaustive)

### 2022
- Zoo galerie a notamment proposé, en 2022, l'exposition collective Shelter abordant la notion de refuge, d’abri, où finalement l’homme se piège lui-même. Cette exposition trouvait des résonances dans la vie sous confinement pendant le Covid et présentait les œuvres vidéos des artistes Nelson Bourrec Carter, Julie Béna, Alain Declercq, Hoël Duret, Ben Thorp Brown, Anne-Charlotte Finel, Armand Morin, Gwenola Wagon et Stéphane Degoutin, Thomas Teurlai et Alain Damasio, Yan Tomaszewski et l'œuvre originale éponyme Shelter[3] produite pour l'exposition réalisée par les artistes Lucie Szechter et Benjamin Cataliotti Valdina. "C’est une atmosphère d’enfermement, de repli sur soi et d’ambiance concentrationnaire, qui se dégage de l’ensemble produit par dix artistes vidéastes, dont de belles pointures nationales et deux Américains[4]".

### 2023
- "La Zoo galerie a également été remarquée pour son exposition Fancy selfies : autodérision, troubles et dévoilements, en 2023, qui proposait "un parcours riche en techniques et postures, qu’elles soient physiques, comme avec ce modèle à slip sur la face, décoloniales ou encore néoféministes… Un foisonnement démontrant que l’autoportrait reste un exercice de style pas si facile : Chechu Álava, Yana Bachynska, Émilie Brout & Maxime Marion, Solenne Chapelle, Nina Childress, Yannick Ganseman, Léann Kerrien, Jacques Lizène, Julien Meert, Camille Picquot, Molly Soda, Apolonia Sokol et l’icône locale Pierrick Sorin"[5].

- Vos poubelles sont nos citadelles, une exposition personnelle de Laurent Tixador. "« Laurent Tixador serait-il un Amish ? » Telle est la question posée par Patrice Joly, directeur de la Zoo galerie. Ses résidences à Notre-Dame-des-Landes ou sur les îles Kerguelen (dans l'Océan indien), en « mission dépollution » pourraient nous le laisser croire. La philosophie de l’artiste nantais, enseignant à l’école d’architecture, est pourtant loin d’être extrême. Au contraire, elle montre comment faire, si ce n’est du beau ou de l’utile, du moins quelque chose avec peu"[6].

- Prima Materia, diplômé·es des Beaux Arts Nantes : « [Qui ?] met à l’honneur 45 jeunes artistes tout juste diplômé·es des Beaux-Arts de Nantes, invité·es à exposer leurs derniers travaux dans 4 galeries et centres d’art nantais : Sabrina Lucas, Paradise, RDV et Zoo galerie. Un élan artistique pensé dans la démarche de professionnalisation portée par l’École, qui a souhait d’accompagner les jeunes artistes dans leur insertion professionnelle. Avec Alix Bugat, Émile Chalumeau, Morgane Fontaine & Pauline Millet, Coline Gillet-Bataille, Wen-Che Lin, Tangui Le Boubennec, Shanelle Leroy, Titi M. Cerina et Yuheng Qiu. »[7].

### Action sur le territoire
D'après l'étude "Diffusion et valorisation de l'art actuel en région. Une étude des agglomérations du Havre, de Lyon, de Montpellier, Nantes et Rouen" de Muriel De Vrièse, Bénédicte Martin, Corinne Melin, Nathalie Moureau, Dominique Sagot-Duvauroux : « Le réseau institutionnel est dense mais reste déconnecté des autres réseaux. La ville de Nantes est le seul point qui offre un lien entre les différents mondes. La Drac et, dans une moindre mesure, le conseil régional soutiennent exclusivement le réseau institutionnel au sein duquel le Frac, le musée des Beaux-Arts, le Lieu unique, l'école des beaux-arts, la Zoo Galerie et la galerie RDV, toutes deux associatives, sont les acteurs principaux. Le département se distingue par une attention particulière à la situation sociale des artistes. ».